# 911TS
911TS o 911 TS è un videogioco di guida di una Porsche 911, pubblicato nel 1985 per ZX Spectrum dalla Elite Systems. Successivamente uscì anche in confezione multipiattaforma, con versioni per Commodore 64 e per ZX Spectrum sui due lati della cassetta. Questa sembra essere l'unica edizione ufficiale della versione per Commodore 64, di cui non è nota una pubblicazione a sé stante. Il gioco per Commodore 64 si presenta anche, soltanto a video, con il titolo 911 Tiger Shark, ed è completamente differente dal gioco per ZX Spectrum, a parte il fatto che si guida una Porsche 911.
911TS venne realizzato con la sponsorizzazione del produttore di pneumatici Dunlop e venne anche dato come omaggio promozionale a chi acquistava quattro gomme Dunlop.

## Modalità di gioco

### ZX Spectrum
Si corre un rally su un percorso rettilineo con vista dall'alto e scorrimento verticale verso l'alto. I controlli della vettura, una Porsche bianca, sono limitati a spostamenti laterali, accelerazione e freno. Numerosi cespugli e altri ostacoli invadono la carreggiata e devono essere evitati. Il tratto di strada visibile è piccolo e ciò rende difficile vedere in anticipo gli ostacoli, ed è quasi impossibile evitarli tutti, per cui la strategia necessaria può essere memorizzare quali sono le zone più libere lungo il percorso. È presente solo una vettura avversaria, un'altra Porsche che parte più indietro di quella del giocatore e rappresenta un altro ostacolo da evitare.
La corsa è costituita da 8 livelli, con quattro tipi di scenario di sottofondo. In ogni livello bisogna percorrere la distanza prevista entro un tempo massimo. La partita termina se si esaurisce il tempo o se i danni causati dagli scontri raggiungono il limite massimo.
Ai lati della visuale ci sono gli indicatori a barra della velocità e dei danni subiti; questi vengono riparati, fino a una certa quantità, alla fine di ogni livello.
In fondo allo schermo una minimappa di tutti i livelli mostra la posizione complessiva del giocatore e dell'avversario.
A inizio partita, con una riserva di denaro limitata, è possibile comprare potenziamenti per la vettura. Da una serie di menù testuali si può scegliere tra quattro tipi di gomme, quattro carburanti, quattro potenziamenti del motore e quattro accessori come servosterzo o alettoni. I power-up comprati devono comunque essere raccolti sulla strada prima di avere effetto; ciascun tipo di potenziamento apparirà, se è stato comprato, verso la fine di ciascun livello dispari.

### Commodore 64
Le fonti su questa versione sono scarse e anche il manuale dice molto poco. Qui la Porsche, gialla e mostrata di lato, viaggia liberamente su uno scenario di campagna a scorrimento multidirezionale. L'auto può avanzare in orizzontale o in diagonale a diverse angolazioni, come se si muovesse su un pendio, e si può usare il pulsante per frenare. L'obiettivo sembra essere raccogliere dei passeggeri sparsi e portarli alle case.
Ci sono pericoli, come treni che sbuffano, rocce e animali, che causano la sconfitta immediata in caso di scontro. Se si viaggia sull'erba fuori dalle strade si accumulano gradualmente danni che causano la sconfitta quando raggiungono il valore massimo. C'è inoltre un limite di tempo.
Il tema musicale, presente solo su Commodore, è Popcorn.

## Sviluppo
911TS fu uno strano caso, secondo lo stesso Steve Wilcox della Elite Systems. L'azienda venne contattata da un direttore locale del marketing della Dunlop, che propose di realizzare un videogioco promozionale. La Dunlop voleva in tempi brevi un gioco che si adattasse alla tematica del suo marchio, così la Elite decise di modificare un videogioco di corse di cavalli a cui stava lavorando, Grand National per ZX Spectrum (uscito poco prima di 911TS), sostituendo i cavalli con le auto.
Il gioco per Commodore 64, del tutto diverso, venne sviluppato da Chris Harvey, con musiche di Mark Cooksey.

## Accoglienza
Il gioco per ZX Spectrum ricevette solitamente recensioni medie (Videogiochi, MicroHobby, Crash, Super Sinc; quest'ultima lo riteneva affascinante ma fin troppo difficile) o negative (Sinclair User, Your Spectrum), mentre la versione Commodore 64 rimase praticamente ignorata dalla stampa.